# Lipten

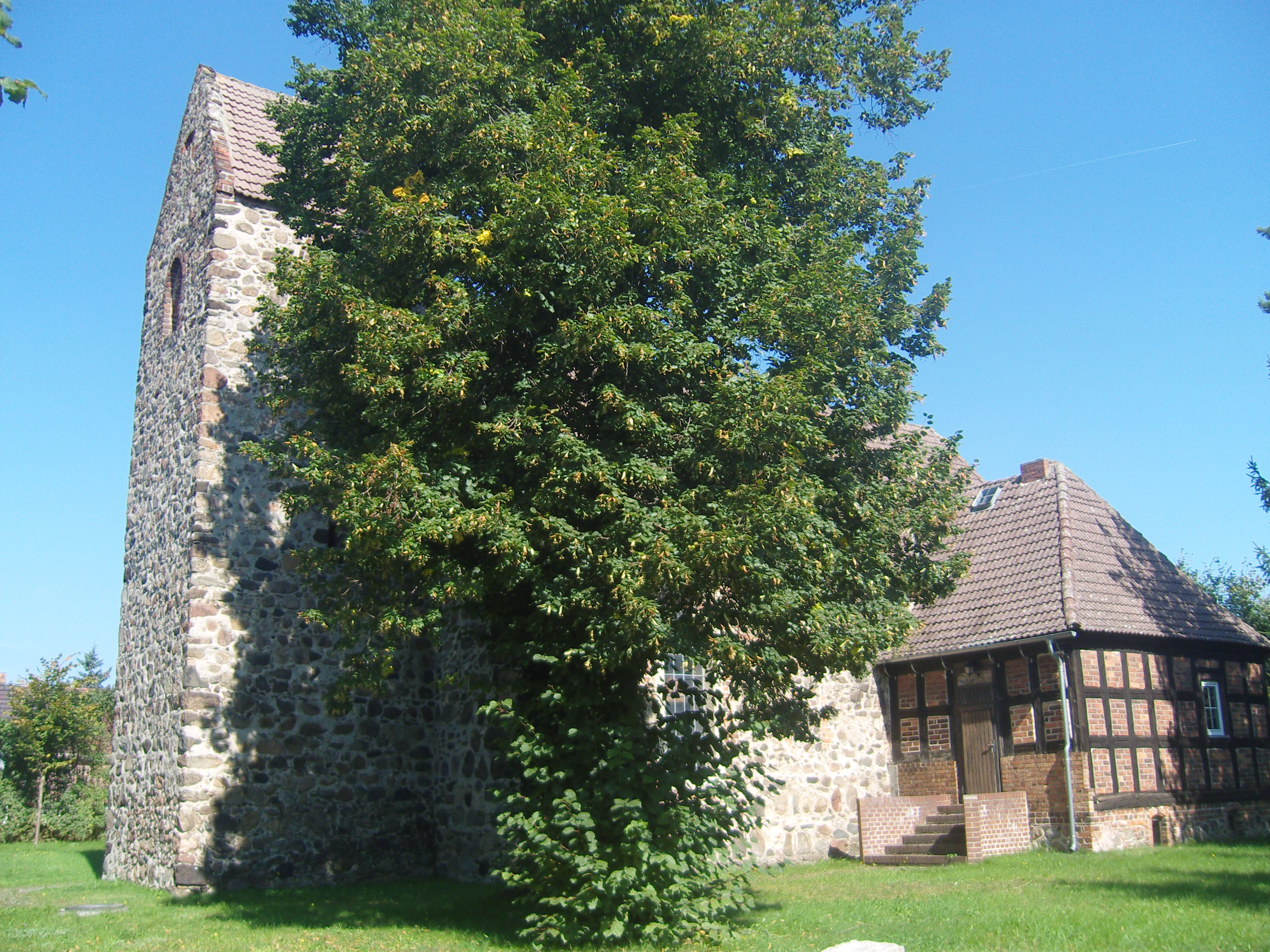
Dorfkirche Lipten

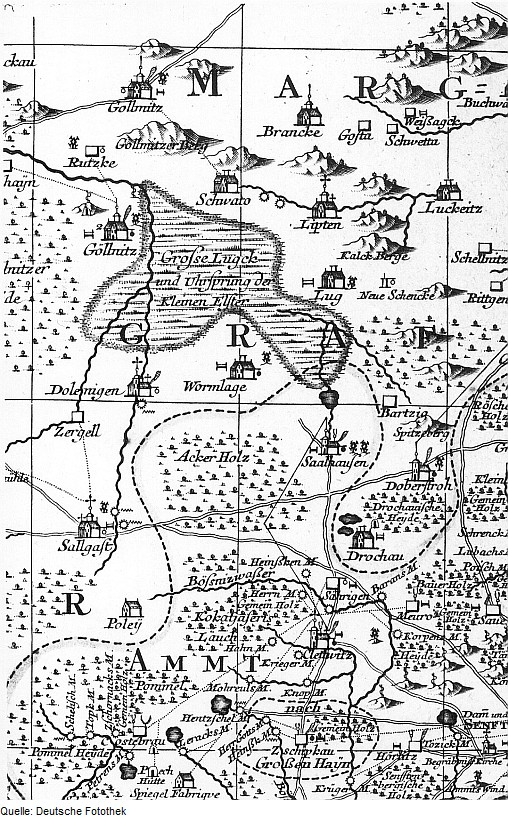
Lipten auf einer Karte aus dem Jahr 1757

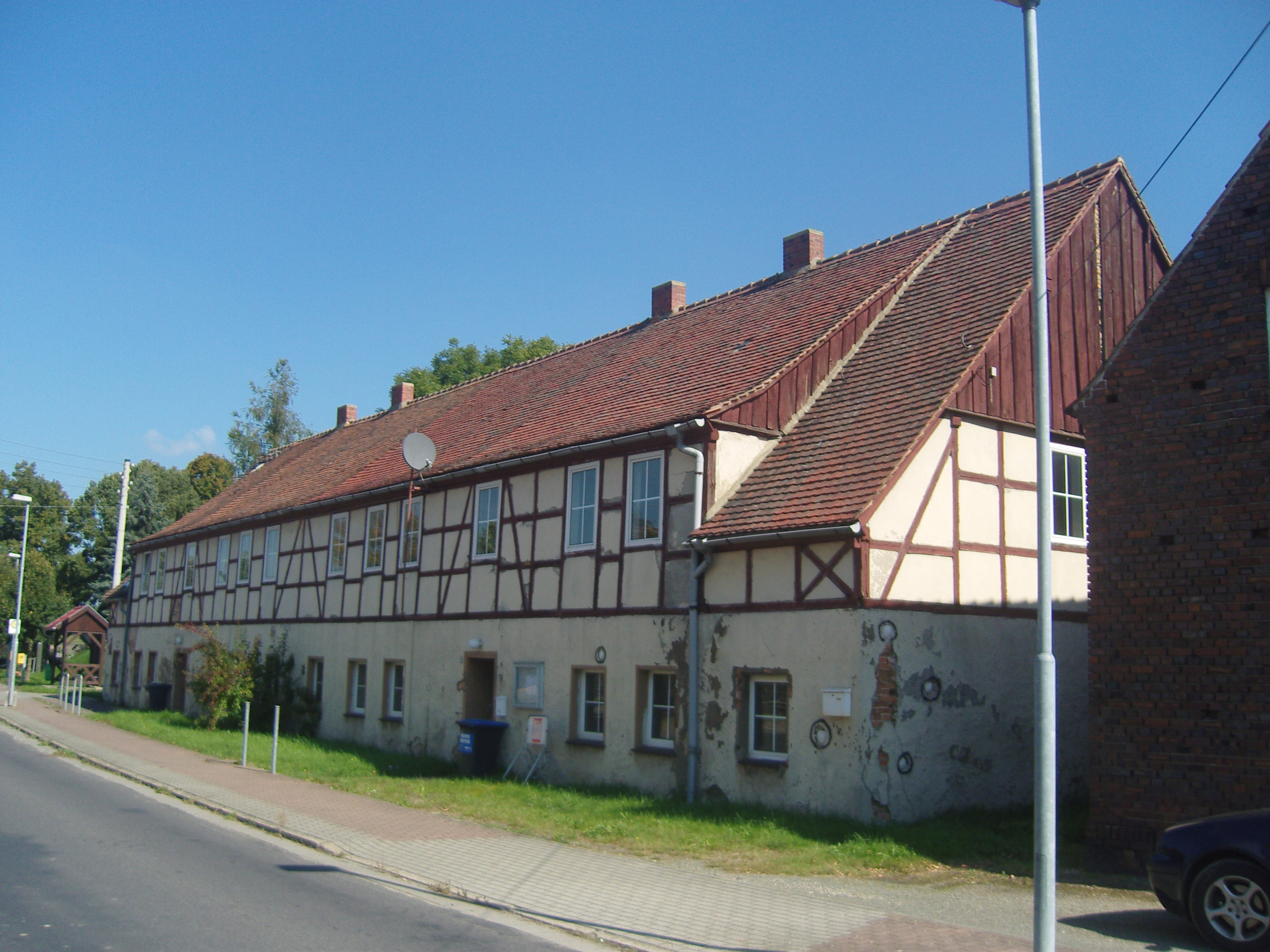
Denkmalgeschütztes Haus

Lipten (niedersorbisch Libeśin) ist ein Ort im südbrandenburgischen Landkreis Oberspreewald-Lausitz. Er gehört zur Gemeinde Bronkow im Amt Altdöbern.

## Lage
Lipten liegt in der Niederlausitz. Nördlich des Dorfes liegen die Orte Bronkow und Saadow, der genau wie der südlich von Lipten liegende Ort Lug zur selben Gemeinde gehört. Im Osten grenzt Lipten an die Gemeinde Luckaitztal mit deren Gemeindeteilen Muckwar, Buchwäldchen und Schöllnitz. Im Südosten befindet sich der Großräschener Ortsteil Woschkow und im Südwesten der Großräschener Ortsteil Wormlage. Im Westen folgt Göllnitz, das bereits zum Landkreis Elbe-Elster gehört.

## Geschichte

### Ortsgeschichte
Im Jahr 1460 wurde Lipten erstmals urkundlich als Lupthenn erwähnt. Der Name wurde vom altsorbischen Personennamen Lubota abgeleitet, an den das Suffix -in angehängt wurde, so entstand die Grundform Lubotin. Im Jahr 1527 wurde der Ort als Lupten genannt. Der Name entwickelte sich über Libeschin 1761 und 1843 Libeśin. Der Ort gehörte zum Lehensbesitz des Caspar von Köckritz, der mit dem Rittergut Seese belehnt war. Wie die gesamte Niederlausitz gehörte der Ort zu den Ländereien der Krone Böhmens. Zum Lehensbesitz Seese, der im Jahr 1527 erwähnt wurde, gehörten die Dörfer Lug, Stradow, Hänchen, Buckow, Eisdorf, Klein Klessow, Kittlitz, Saadow, Dubrau und Bischdorf. Im Ergebnis des Dreißigjährigen Kriegs kam der Ort an das Kurfürstentum Sachsen. Lipten wurde 1694 und 1734 als Lehensbesitz derer von Pannwitz genannt. Nach dem Wiener Kongress kam Lipten an das Königreich Preußen. Lipten gehörte zum preußischen Landkreis Calau. Im Jahr 1864 wurde die Familie von Wolf als Besitzer genannt. Im Jahr 1844 gab es im Ort zwei Windmühlen und eine Ziegelei. Im Jahr 1914 wurde die Größe des Gutes mit 718 und 1929 mit 699 Hektar angegeben. Im Jahr 1924 war der preußische Rat Hermann Kehrhann, der in Kemmen lebte, Pächter der Orte Lipten, Bronkow und Saadow. Im Jahr 1929 wurden die Erben von Heinrich Lehmann Besitzer des Gutes.
Nach dem Zweiten Weltkrieg blieb Lipten beim 1952 neugegründeten Kreis Calau. Am 26. Oktober 2003 schloss sich Lipten mit den Orten Lug und Bronkow zur Gemeinde Bronkow zusammen.

### Einwohnerentwicklung
| Einwohnerentwicklung in Lipten von 1875 bis 2002 | Einwohnerentwicklung in Lipten von 1875 bis 2002 | Einwohnerentwicklung in Lipten von 1875 bis 2002 | Einwohnerentwicklung in Lipten von 1875 bis 2002 | Einwohnerentwicklung in Lipten von 1875 bis 2002 | Einwohnerentwicklung in Lipten von 1875 bis 2002 | Einwohnerentwicklung in Lipten von 1875 bis 2002 | Einwohnerentwicklung in Lipten von 1875 bis 2002 | Einwohnerentwicklung in Lipten von 1875 bis 2002 | Einwohnerentwicklung in Lipten von 1875 bis 2002 | Einwohnerentwicklung in Lipten von 1875 bis 2002 | Einwohnerentwicklung in Lipten von 1875 bis 2002 | Einwohnerentwicklung in Lipten von 1875 bis 2002 | Einwohnerentwicklung in Lipten von 1875 bis 2002 |
| Jahr                                             | Einwohner                                        | Jahr                                             | Einwohner                                        | Jahr                                             | Einwohner                                        | Jahr                                             | Einwohner                                        | Jahr                                             | Einwohner                                        | Jahr                                             | Einwohner                                        | Jahr                                             | Einwohner                                        |
| ------------------------------------------------ | ------------------------------------------------ | ------------------------------------------------ | ------------------------------------------------ | ------------------------------------------------ | ------------------------------------------------ | ------------------------------------------------ | ------------------------------------------------ | ------------------------------------------------ | ------------------------------------------------ | ------------------------------------------------ | ------------------------------------------------ | ------------------------------------------------ | ------------------------------------------------ |
| 1875                                             | 260                                              | 1933                                             | 209                                              | 1964                                             | 183                                              | 1989                                             | 207                                              | 1993                                             | 197                                              | 1997                                             | 180                                              | 2001                                             | 178                                              |
| 1890                                             | 219                                              | 1939                                             | 219                                              | 1971                                             | 235                                              | 1990                                             | 200                                              | 1994                                             | 201                                              | 1998                                             | 181                                              | 2002                                             | 154                                              |
| 1910                                             | 207                                              | 1946                                             | 271                                              | 1981                                             | 198                                              | 1991                                             | 194                                              | 1995                                             | 198                                              | 1999                                             | 182                                              |                                                  |                                                  |
| 1925                                             | 222                                              | 1950                                             | 293                                              | 1985                                             | 193                                              | 1992                                             | 195                                              | 1996                                             | 183                                              | 2000                                             | 174                                              |                                                  |                                                  |

## Kultur und Sehenswürdigkeiten

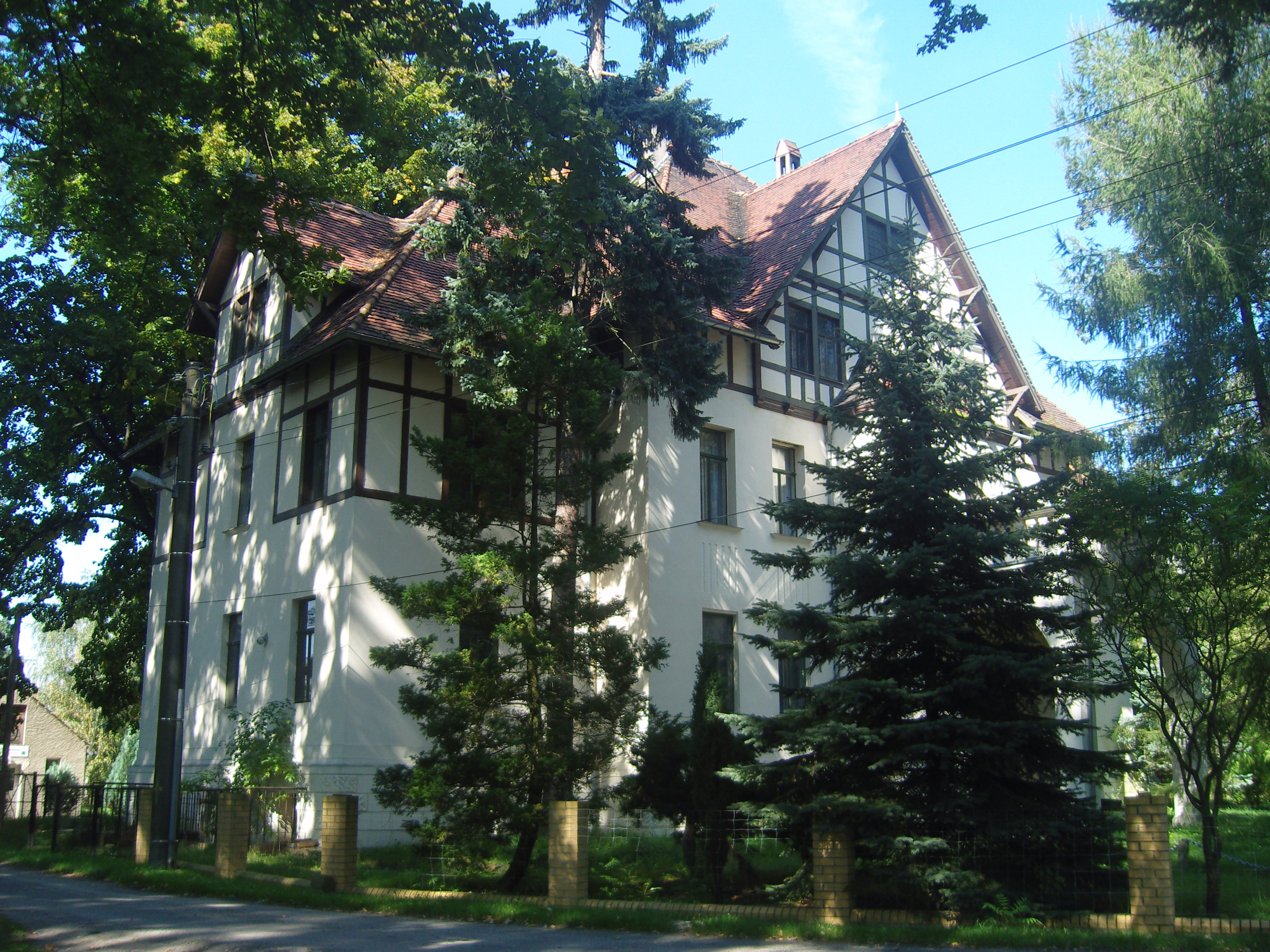
Gutshaus

Die Liptener Dorfkirche wurde im 14. Jahrhundert erbaut. Ihr Westturm stammt aus dem 17. Jahrhundert. Sie gehört zu den Denkmalen der Gemeinde Bronkow wie ein Gutsarbeiterhaus und die ehemalige Gutsanlagen mit ihren Wirtschaftsgebäuden.
Am nördlichen Ausgang des Ortes steht ein Steinkreuz. Das Kreuz ist aus Granit und befindet sich unter einer Linde.

## Wirtschaft und Infrastruktur
Östlich des Ortes verläuft die Bundesautobahn 13.

## Persönlichkeiten
Am 25. Februar 1897 wurde der Politiker Georg Große in Lipten geboren. Große war KPD-Mitglied und Mitglied des ersten freigewählten Landtags von Nordrhein-Westfalen nach dem Zweiten Weltkrieg.